# Хюппертс, Пауль
Па́уль Хю́ппертс (нидерл. Paul Hupperts; 1919, Гулпен — 16 марта 1999) — нидерландский дирижёр.
Учился у Хендрика Андриссена, Воутера Папа и Хенри Херманса. В 1947—1949 гг. возглавлял Маастрихтский муниципальный оркестр, затем в 1949—1978 гг. Утрехтский симфонический оркестр. Осуществил с этим оркестром ряд записей для нидерландской фирмы 1950-х гг. «Musical Masterpieces society» (в частности, аккомпанировал Рикардо Однопозоффу в записи Второго концерта Паганини). В 1970 г. впервые исполнил в Амстердаме «Гимн» (1967) Валентина Сильвестрова.
1. ↑  Paul Hupperts // Discogs (англ.) — 2000.